# Resurrection (Anastacia)
Resurrection è il sesto album in studio della cantante statunitense Anastacia, pubblicato il 2 maggio 2014 dalla BMG Rights Management.
Si tratta del primo album di inediti della cantante dopo quasi cinque anni e mezzo da Heavy Rotation ed è stato realizzato durante la seconda battaglia di Anastacia contro il cancro al seno. L'album ha avuto discreto successo in Europa, raggiungendo le prime cinque posizioni in Germania, Italia e Svizzera e le prime dieci nelle classifiche britanniche e olandesi.

## Descrizione
Il titolo dell'album sottolinea la "resurrezione" di Anastacia dopo il secondo cancro al seno, nonché il ritorno al sound "sprock", termine coniato dalla stessa Anastacia per indicare l'unione di soul, pop e rock che caratterizzò il sound del suo omonimo album. "Resurrezione" è anche la traduzione della parola greca "anástasi", quindi del nome della stessa cantante. L'uscita dell'album è stata anticipata dal singolo Stupid Little Things, scritto insieme a Sam Watters e Louis Biancaniello, che già in passato avevano co-scritto con Anastacia molti dei suoi singoli di successo tratti dagli album Not That Kind e Freak of Nature. La canzone ha ricevuto un'accoglienza positiva da parte di diversi critici musicali tra cui Brad Stern di MTV, che ha incluso il singolo tra i suoi "5 Must-Hear Pop Songs of the Week". L'edizione deluxe contiene tra le tracce bonus Left Outside Alone (Part 2), una nuova versione di uno dei suoi singoli di maggior successo.

## Singoli
Il singolo di lancio dell'album è stato Stupid Little Things. Annunciato nel mese di marzo, è stato presentato in anteprima mondiale nel programma Amici di Maria De Filippi il 29 marzo 2014. Il relativo videoclip è stato pubblicato il 21 marzo sul canale Vevo della cantante.
Come secondo singolo, per il mercato europeo è stato scelto Staring at the Sun, pubblicato il 1º settembre 2014. Per il mercato italiano è stato invece pubblicato il brano Lifeline, uscito il 5 settembre 2014.

## Tracce
1. Staring at the Sun – 3:43 (Sam Watters, Louis Biancaniello, Marley Munroe)
2. Lifeline – 4:02 (Jamie Hartman, Phil Bentley, Shelly Peike)
3. Stupid Little Things – 3:55 (Anastacia, Sam Watters, Louis Biancaniello, Michael Biancaniello, Courtney Harrell)
4. I Don't Want to Be the One – 3:59 (Sam Watters, Louis Biancaniello, Marley Munroe)
5. Evolution – 3:23 (Anastacia, Steve Diamond, John Fields)
6. Pendulum – 3:30 (Anastacia, Jamie Hartman)
7. Stay – 3:26 (Anastacia, Jamie Hartman, Charlie Midnight)
8. Dark White Girl – 3:23 (Anastacia, John Fields, Steve Diamond)
9. Apology – 3:32 (Anastacia, Jamie Hartman, John Fields)
10. Broken Wings – 3:37 (Anastacia, Toby Gad, Damon Sharpe)

Tracce bonus nell'edizione deluxe
1. Other Side of Crazy – 3:49 (Anastacia, Jamie Hartman, Andy Stochansky)
2. Oncoming Train – 3:08 (Alex Geringas, Nicky Holland)
3. Resurrection – 3:51 (Anastacia, Steve Diamond, John Fields)
4. Left Outside Alone (Part 2) – 3:53 (Anastacia, Glen Ballard, Dallas Austin)
5. Underdog – 2:57 (Anastacia, Steve Diamond, John Fields) – presente nell'edizione di iTunes[12]

## Formazione
Musicisti
- Anastacia – voce
- Michael Biancaniello – chitarra (tracce 1 e 3), tastiera e programmazione (traccia 3)
- Louis Biancaniello – tastiera e programmazione (tracce 1, 3 e 4), pianoforte (traccia 4)
- Felicia Barton – cori (tracce 1 e 4)
- Jamie Hartman – pianoforte  e sintetizzatore (tracce 2, 6, 7 e 9), chitarra elettrica e acustica, basso e cori (tracce 2, 6 e 7), tastiera e programmazione della batteria (tracce 2 e 6), arrangiamento strumenti ad arco (traccia 2), percussioni (tracce 6 e 7), organo (traccia 6)
- Courtney Harrell – cori (traccia 3)
- Lisa Dondlinger – violino (traccia 4)
- Alma Fernandez – viola (traccia 4)
- Simon Huber – violoncello (traccia 4)
- Thomas Harte – contrabbasso (traccia 4)
- John Fields – chitarra, basso, tastiera, batteria e programmazione (tracce 5 e 8)
- Steve Diamond El Conquistador – chitarra, basso, tastiera, batteria e programmazione (tracce 5 e 8)
- Carmen Carter – cori (tracce 6 e 7)
- Davide Rossi – strumenti ad arco (tracce 6, 7 e 9)
- Colin Linden – chitarra acustica e resofonica (traccia 9)
- Josh Cumbee – programmazione e strumentazione (traccia 10)

Produzione
- Sam Watters, Louis Biancaniello – produzione (tracce 1, 3 e 4)
- Jamie Hartman – produzione (tracce 2, 6 e 7)
- Michael Biancaniello – produzione (traccia 3)
- John Fields – produzione e ingegneria (tracce 5 e 8)
- Toby Gad – produzione (traccia 10)
- Bill Malina – produzione vocale (traccia 10)
- Josh Cumbee – coproduzione (traccia 10)
- Al Clay – missaggio
- Pat Sullivan – mastering

## Classifiche
| Classifica (2014) | Posizione massima |
| ----------------- | ----------------- |
| Austria           | 11                |
| Belgio (Fiandre)  | 45                |
| Belgio (Vallonia) | 21                |
| Finlandia         | 38                |
| Francia           | 24                |
| Germania          | 5                 |
| Italia            | 5                 |
| Paesi Bassi       | 7                 |
| Portogallo        | 18                |
| Regno Unito       | 9                 |
| Spagna            | 12                |
| Svizzera          | 5                 |

## Date di pubblicazione
| Paese       | Data           | Formato               |
| ----------- | -------------- | --------------------- |
| Portogallo  | 5 maggio 2014  | CD, download digitale |
| Regno Unito | 5 maggio 2014  | CD, download digitale |
| Spagna      | 5 maggio 2014  | CD, download digitale |
| Italia      | 6 maggio 2014  | CD, download digitale |
| Austria     | 9 maggio 2014  | CD, download digitale |
| Danimarca   | 9 maggio 2014  | CD, download digitale |
| Finlandia   | 9 maggio 2014  | CD, download digitale |
| Germania    | 9 maggio 2014  | CD, download digitale |
| Norvegia    | 9 maggio 2014  | CD, download digitale |
| Svezia      | 9 maggio 2014  | CD, download digitale |
| Svizzera    | 9 maggio 2014  | CD, download digitale |
| Francia     | 12 maggio 2014 | CD, download digitale |